# Краниометафизна дисплазија
Краниометафизна дисплазија је редак поремећај скелета који је резултат мутације гена  ANKH и GJA1 . Стање карактерише абнормалне црте лица. оштећење кранијалних нерава и малформације дугих костију удова.

## Знаци и симптоми _
Знаци и симптоми укључују:
- синдромска фација
- губитак слуха
- парализа лица

## Генетика
Аутозомно доминантни облик је узрокован мутацијом ANKX на хромозому 5 (5п15.2-п14.1). Аутозомно рецесивни облик је узрокован мутацијом у ГЈА1 на хромозому 6 (6к21-к22).  Рецесивни облик има тенденцију да буде тежи од доминантног облика.

## Дијагноза
Краниометафизна дисплазија се дијагностикује на основу клиничких и радиографских налаза који укључују хиперостозу. Неке ствари као што су склероза базе лобање и опструкција назалних синуса могу се видети на почетку живота детета. Код радиографских налаза најчешће ће се наћи сужење форамена магнума и проширење дугих костију. Ускоро се предлаже лечење једном уоченом да би се спречила даља компресија форамена магнума и онемогућавање стања.

## Третман
Једини третман за овај поремећај је операција за смањење компресије кранијалних нерава и кичмене мождине. Међутим, поновни раст кости је уобичајен јер хируршка процедура може бити технички тешка. Генетско саветовање се нуди породицама особа са овим поремећајем. 